# The Mad Stuntman

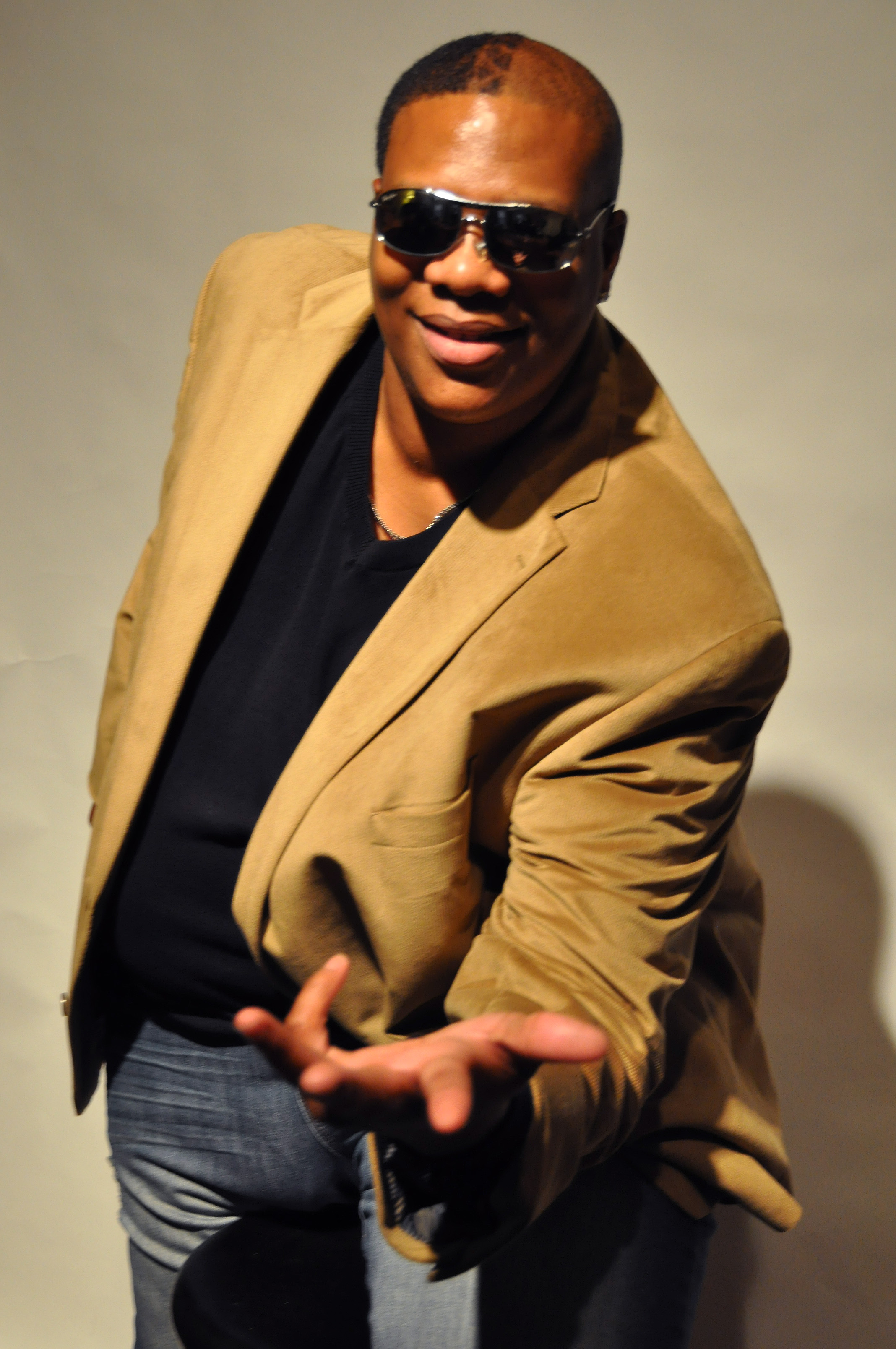
The Mad Stuntman (2014)

Mark Quashie (* 24. Januar 1967 in Trinidad und Tobago), besser bekannt unter seinem Künstlername The Mad Stuntman, ist ein MC und Rapper, der durch seine Ragga-Vocals auf dem 1994er Hit I Like to Move It von Reel 2 Real weltweit bekannt wurde. Reel 2 Real bestand neben Quashie aus dem Produzenten Erick Morillo, die meisten Singles sowie zwei der drei Alben erschienen unter dem Namen Reel 2 Real featuring The Mad Stuntman.
Später veröffentlichte The Mad Stuntman weitere Singles, darunter einige Features, z. B. mit Haddaway. Er spielt mit seinem Künstlernamen auf Lee Majors’ TV-Serie Ein Colt für alle Fälle an. Quashie lebt seit seinem neunten Lebensjahr in Flatbush, einem Stadtviertel von Brooklyn in New York City.

## Diskografie

### Alben
| Jahr | Titel    | Höchstplatzierung, Gesamtwochen, AuszeichnungChartplatzierungen (Jahr, Titel, Platzierungen, Wochen, Auszeichnungen, Anmerkungen) | Höchstplatzierung, Gesamtwochen, AuszeichnungChartplatzierungen (Jahr, Titel, Platzierungen, Wochen, Auszeichnungen, Anmerkungen) | Höchstplatzierung, Gesamtwochen, AuszeichnungChartplatzierungen (Jahr, Titel, Platzierungen, Wochen, Auszeichnungen, Anmerkungen) | Höchstplatzierung, Gesamtwochen, AuszeichnungChartplatzierungen (Jahr, Titel, Platzierungen, Wochen, Auszeichnungen, Anmerkungen) | Höchstplatzierung, Gesamtwochen, AuszeichnungChartplatzierungen (Jahr, Titel, Platzierungen, Wochen, Auszeichnungen, Anmerkungen) | Anmerkungen                    |
| Jahr | Titel    | DE | AT | CH | UK | US | Anmerkungen                    |
| ---- | -------- | --- | --- | --- | --- | --- | ------------------------------ |
| 1994 | Move It! | DE63 (6 Wo.)DE | AT37 (1 Wo.)AT | CH42 (2 Wo.)CH | UK8 Gold · (14 Wo.)UK | — | Reel 2 Real feat. Mad Stuntman |

### Singles
| Jahr | Titel Album                | Höchstplatzierung, Gesamtwochen, AuszeichnungChartplatzierungen (Jahr, Titel, Album, Platzierungen, Wochen, Auszeichnungen, Anmerkungen) | Höchstplatzierung, Gesamtwochen, AuszeichnungChartplatzierungen (Jahr, Titel, Album, Platzierungen, Wochen, Auszeichnungen, Anmerkungen) | Höchstplatzierung, Gesamtwochen, AuszeichnungChartplatzierungen (Jahr, Titel, Album, Platzierungen, Wochen, Auszeichnungen, Anmerkungen) | Höchstplatzierung, Gesamtwochen, AuszeichnungChartplatzierungen (Jahr, Titel, Album, Platzierungen, Wochen, Auszeichnungen, Anmerkungen) | Höchstplatzierung, Gesamtwochen, AuszeichnungChartplatzierungen (Jahr, Titel, Album, Platzierungen, Wochen, Auszeichnungen, Anmerkungen) | Anmerkungen                    |
| Jahr | Titel Album                | DE | AT | CH | UK | US | Anmerkungen                    |
| ---- | -------------------------- | --- | --- | --- | --- | --- | ------------------------------ |
| 1994 | I Like to Move It Move It! | DE3 Gold · (21 Wo.)DE | AT2 (15 Wo.)AT | CH4 (16 Wo.)CH | UK5 Gold · (22 Wo.)UK | US89 (6 Wo.)US | Reel 2 Real feat. Mad Stuntman |
| 1994 | Go On Move Move It!        | DE20 (12 Wo.)DE | AT16 (6 Wo.)AT | CH18 (13 Wo.)CH | UK7 (9 Wo.)UK | — | Reel 2 Real feat. Mad Stuntman |
| 1994 | Can You Feel It? Move It!  | DE32 (10 Wo.)DE | AT28 (3 Wo.)AT | CH31 (8 Wo.)CH | UK13 (5 Wo.)UK | — | Reel 2 Real feat. Mad Stuntman |
| 1994 | Raise Your Hands Move It!  | — | — | — | UK14 (7 Wo.)UK | — | Reel 2 Real feat. Mad Stuntman |
| 1995 | Conway Move It!            | — | — | — | UK27 (4 Wo.)UK | — | Reel 2 Real feat. Mad Stuntman |

Weitere Singles
- 1995: Reel 2 Remixed (Reel 2 Real feat. Mad Stuntman)
- 2005: I Like to Move It RMX
- 2006: Nasty Girl (mit Dolce)
- 2009: Put Em Up (feat. Rachelle)
- 2012: Up and Up (Haddaway feat. The Mad Stuntman)

## Auszeichnungen für Musikverkäufe
Anmerkung: Auszeichnungen in Ländern aus den Charttabellen bzw. Chartboxen sind in ebendiesen zu finden.
| Land/RegionAuszeichnungen für Musikverkäufe (Land/Region, Auszeichnungen, Verkäufe, Quellen) | Gold     | Platin | Verkäufe | Quellen           |
| -------------------------------------------------------------------------------------------- | -------- | ------ | -------- | ----------------- |
| Deutschland (BVMI)                                                                           | Gold1    | —      | 250.000  | musikindustrie.de |
| Vereinigtes Königreich (BPI)                                                                 | 2× Gold2 | —      | 500.000  | bpi.co.uk         |
| Insgesamt                                                                                    | 3× Gold3 | —      |          |                   |